# Microdus yuennanensis
Microdus yuennanensis är en bladmossart som beskrevs av Gao Chien 1994. Microdus yuennanensis ingår i släktet Microdus och familjen Dicranaceae. Inga underarter finns listade i Catalogue of Life.